# Зигмунд Колосовський
«Зигмунд Колосовський» (рос. Зигмунд Колосовский) — радянський пригодницький фільм, знятий на Київській кіностудії 1945 року і вийшов на екрани 13 лютого 1946 року.

## Синопсис
Фільм оповідає про боротьбу польського учасника опору Зигмунда Колосовського проти нацистів. Виявляючи холоднокровність і винахідливість, постійно змінюючи обличчя, Колосовський рятує людей, робить диверсії і ховається від ворогів в безвихідних ситуаціях.

## В ролях
У фільмі знімалися:

| Актор                  | Роль                                                                |
| ---------------------- | ------------------------------------------------------------------- |
| Борис Дмоховський      | Зигмунд Колосовский він же журналіст Големба, Гросс, барон Федруччі |
| Володимир Освецимський | Людовик                                                             |
| Дмитро Голубинський    | кзсендз Йорис                                                       |
| Володимир Шишкін       | Станіслав Орлик                                                     |
| Петро Скороход         | Стефан Ракуша                                                       |
| Михайло Висоцький      | Боровський                                                          |
| Сергій Петров          | Гетцке, гестаповець                                                 |

## Знімальна група
- Сценарист: Ігор Луковський
- Режисери-постановники: Сигізмунд Навроцький, Борис Дмоховський
- Оператор-постановник: Федір Фірсов
- Художники-постановники: Яків Рівош, Михайло Солоха, Євген Ганкін
- Композитор: Оскар Сандлер
- Звукооператор: Григорій Григор'єв
- Режисер: Олексій Швачко
- Оператор: М.М. Щеглов
- Асистент режисера: Суламіф Цибульник
- Художник по гриму: А.В. Гороховський
- Режисери монтажу: Ольга Кізимовська, Нехама Ратманська
- Директор картини: Леонід Корецький

## Відгуки
Фільм був добре сприйнятий глядачами. За результатами прокату 1946 року він увійшов до числа найпопулярніших фільмів, його подивилося 18 210 тисяч жителів. З 1946 по 1948 роки фільм демонструвався за кордоном: у Швеції, США та Фінляндії.
Критики відзначали насичений подіями сюжет, якому, однак, бракує подробиць. Виняткові та правдоподібні подвиги Колосовського не мали пояснення в частині їх підготовки, на догоду динаміці була принесене поглиблене опрацювання характерів персонажів і сцен. Фільм завойовував глядача тільки завдяки гостросюжетності та безлічі показаних подій.